# Thoreaulita
La thoreaulita o thorolita es la forma mineral de un óxido múltiple cuya composición es (Sn2+,Pb)(Nb,Ta)2O6. 
Fue descrito por primera vez por Henri Buttgenbach en 1933 y debe su nombre al profesor de mineralogía belga Jacques Thoreau (1886-1973).

## Propiedades
La thoreaulita es un mineral de translúcido a subopaco y brillo adamantino, resinoso. De color pardo o amarillo, pasa a rojo cuando se altera, mientras que con luz transmitida su coloración es también amarilla.
Tiene una dureza entre 5,5 y 6 en la escala de Mohs y una densidad entre 7,6 y 7,9 g/cm³.
Cristaliza en el sistema monoclínico, clase prismática (2/m).
Contiene entre un 70 y un 77% de Ta2O5, un 21% de SnO, un 4,1% de Nb2O5 y un 2,8% de PbO. Como impureza puede incluir antimonio.
Es miembro del grupo mineralógico de la foordita, siendo este mineral el otro único miembro del grupo, con el que forma una serie en la que va variando el contenido de plomo.

## Morfología y formación
La thoreaulita forma toscos cristales prismáticos a lo largo de [001], así como agregados de hasta 10 cm.
Asimismo, forma maclas con caras compuestas.
Es un mineral escaso que se ha encontrado en pegmatitas de granito deficientes en O, Fe, Mn, Na, Ca y F.
Aparece asociado a casiterita, litiotantita, microlita, calciotantita y cesplumtantita.

## Yacimientos
La localidad tipo se encuentra en la mina Manono (Shaba, República Democrática del Congo), una gigantesca pegmatita que se explota para extraer coltán; otros minerales óxidos presentes en este enclave son alumotantita, casiterita, fersmita, foordita y hematita.
En este mismo país hay depósitos en Kalima (Maniema) y Kahungwe (Kivu del Norte).
Fuera de África se ha encontrado thoreaulita en el río Irtish (Kazajistán), en el condado de Luobei (China) y en la mina Urubu, ubicada en Itinga (Minas Gerais, Brasil).